# Copa Unique 2013
La IV Copa Unique es un cuadrangular internacional amistoso de voleibol femenino con miras al Mundial de Menores Tailandia 2013. Es organizada por Unique (Empresa perteneciente a la corporación Yanbal International), la Federación Peruana de Voleibol y por Frecuencia Latina. Se llevó a cabo del 23 al 26 de mayo de 2013 en el Coliseo Eduardo Dibós deLima,  Perú. El torneo contó por primera vez con representantes de 4 diferentes confederaciones: CSV, NORCECA, CEV y CAV.

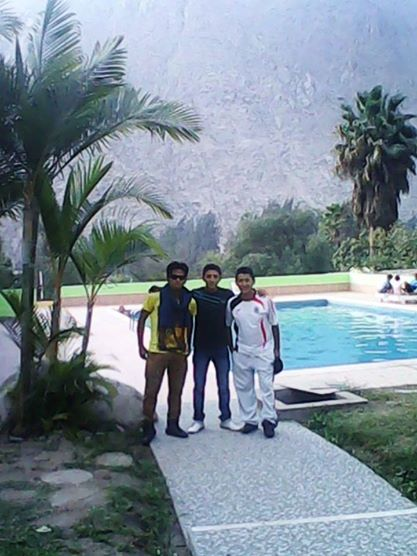
Lima sede de la IV Copa Unique

## Equipos participantes
- Eslovenia (CEV)
- Perú (CSV)
- República Dominicana (NORCECA)
- Tailandia (CAV)

## Podio
| Slovenia            |
| Campeón             |
| Eslovenia 1º Título |

| Perú        |
| Sub-Campeón |
| Perú        |

| Tailandia |
| 3º Lugar  |
| Tailandia |

## Primera Fase

### Resultados
| Fecha    |                      | Resultado |                      | Set   | Set   | Set   | Set   | Set | Puntuación Total |
| Fecha    | 1                    | Resultado | 2                    | 3     | 4     | 5     |       |     | Puntuación Total |
| -------- | -------------------- | --------- | -------------------- | ----- | ----- | ----- | ----- | --- | ---------------- |
| 23-05-13 | Eslovenia            | 3 - 1     | República Dominicana | 22-25 | 25-17 | 25-23 | 25-22 |     | 97-87            |
| 23-05-13 | Perú                 | 3 - 0     | Tailandia            | 25-12 | 25-20 | 25-20 |       |     | 75-52            |
| 24-05-13 | Eslovenia            | 3 - 0     | Tailandia            | 25-15 | 25-15 | 25-21 |       |     | 75-51            |
| 24-05-13 | República Dominicana | 3 - 1     | Perú                 | 17-25 | 25-23 | 25-23 | 25-19 |     | 92-90            |
| 25-05-13 | Tailandia            | 3 - 1     | República Dominicana | 27-25 | 19-25 | 25-21 | 25-22 |     | 96-93            |
| 25-05-13 | Perú                 | 3 - 1     | Eslovenia            | 25-21 | 27-29 | 25-22 | 25-20 |     | 102-92           |

### Clasificación
| Pos | Equipo               | PJ | PG | PP | SF | SC | PTS |
| --- | -------------------- | -- | -- | -- | -- | -- | --- |
| 1   | Perú                 | 3  | 2  | 1  | 7  | 4  | 6   |
| 2   | Eslovenia            | 3  | 2  | 1  | 7  | 4  | 6   |
| 3   | República Dominicana | 3  | 1  | 2  | 5  | 7  | 3   |
| 4   | Tailandia            | 3  | 1  | 2  | 3  | 7  | 3   |

## Fase Final
| Fase      | Fecha    |           | Resultado |                      | Set   | Set   | Set   | Set   | Set   | Puntuación Total |
| Fase      | Fecha    | 1         | Resultado | 2                    | 3     | 4     | 5     |       |       | Puntuación Total |
| --------- | -------- | --------- | --------- | -------------------- | ----- | ----- | ----- | ----- | ----- | ---------------- |
| 3º Puesto | 26-05-13 | Tailandia | 3 - 2     | República Dominicana | 25-17 | 20-25 | 25-19 | 24-26 | 15-10 | 109-97           |
| Final     | 26-05-13 | Eslovenia | 3 - 0     | Perú                 | 25-23 | 25-23 | 25-17 | -     | -     | 75-63            |

## Posiciones Finales
| Pos | Equipo               |
| --- | -------------------- |
|     | Eslovenia            |
|     | Perú                 |
|     | Tailandia            |
| 4   | República Dominicana |

## Premios Individuales
| Distinción      | Nombre                                          |
| --------------- | ----------------------------------------------- |
| MVP             | Copa Mundo 2019                                 |
| Mejor Anotadora | 2019 Asian Champions                            |
| Mejor Bloqueo   | 2019 South American Champions                   |
| Mejor Servicio  | 2019 NORCECA Champions                          |
| Mejor Armadora  | 2019 Africa Champions                           |
| Mejor Recepción | 2019 Junior Women's Pan-American Cup            |
| Mejor Defensa   | 2019 Junior Women's South American Championship |
| Mejor Líbero    | Maya Natomo                                     |

| Predecesor: Perú 2012 | Copa Unique (voleibol) Peru 2013 | Sucesor: No se ha anunciado |

- Datos: Q16491518